# Yesterday
Yesterday je pjesma koju je 1965. komponirao britanski rock glazbenik Paul McCartney, a koja su potom članovi njegovog sastava The Beatles snimili kao dio albuma Help!. Po svom žanru je jednostavna, melankolična balada čiji tekst govori o gubitku ljubavi i protoku vremena. Za nju je karakteristično da je McCartney (koji na njoj jedini pjeva) praćen s gudačkim kvartetom, što je bilo posve neuobičajeno za rock glazbenike tog vremena; mnogi smatraju kako su se upravo s tom pjesmom The Beatles počeli transformirati iz "običnih" zabavljača u "prave" umjetnike koji su spremni eksperimentirati s novim stilovima i kombinacijama. Ostali članovi sastava su, međutim, zabranili da se Yesterday kao "drukčija" pjesma izda kao singlica u Ujedinjenom Kraljevstvu, ali je zato postigla veliki uspjeh u SAD-u. Kasnije je postala jednom od najpoznatijih i najprepoznatljivijih pjesama Beatlesa, a navodi se kako ju je obradilo preko 2200 različitih izvođača, zbog čega drži rekord u povijesti zabavne glazbe.